# Onko
Albums de Mika Vainio
Olento
(1996) Tetra
(1998)
Onko est le troisième album solo du créateur finlandais de musique électronique Mika Vainio, et le premier album qu'il publie sous son nom. Ses deux précédents albums solo étaient sous le pseudonyme Ø.

## Production
En 1996, Mika Vainio crée une installation sonore pour la première biennale Manifesta à Rotterdam, à l'invitation du curateur Hans-Ulrich Obrist. 
Sa pièce, intitulée Onko, "combine des enregistrements de sons atmosphériques avec des bruits d'appareils analogiques". Cette pièce sonore de 36 minutes est installée dans le vestibule du Musée Boijmans Van Beuningen.
Cette pièce donne son titre au premier album solo publié par Mika Vainio sous son propre nom, en 1997, chez le label anglais Touch. L'album comporte la bande-son de l'installation de Rotterdam, ainsi que trois autres morceaux enregistrés en 1997.

## Liste des morceaux
1. Kelvin – 8:49
2. Jos [If?] – 6:03
3. Onko Parts 1-11 [Is It?] – 36:24
4. Viher [Green/Cellular] – 16:11